# Zulucharis teretis
Zulucharis teretis är en stekelart som beskrevs av John M. Heraty 2002. Zulucharis teretis ingår i släktet Zulucharis och familjen Eucharitidae. Inga underarter finns listade i Catalogue of Life.